# Cordylomera gratiosa
Cordylomera gratiosa là một loài bọ cánh cứng trong họ Cerambycidae.